# Tel Aviv Challenger
Il Tel Aviv Challenger è stato un torneo professionistico di tennis giocato su campi in cemento. Faceva parte dell'ATP Challenger Series. Si giocava annualmente a Tel Aviv in Israele.

## Albo d'oro

### Singolare
| Anno       | Campione       | Finalista     | Punteggio     |
| ---------- | -------------- | ------------- | ------------- |
| 1978       | Tom Okker      | Peter Feigl   | 6–7, 6–4, 6–2 |
| 1979- 1987 | Non disputato  | Non disputato | Non disputato |
| 1998       | Gianluca Pozzi | Lior Mor      | 6–1, 6–7, 6–3 |
| 1999       | Sláva Doseděl  | Noam Okun     | 7–6, 6–3      |

### Doppio
| Anno       | Campioni                     | Finalisti               | Punteggio     |
| ---------- | ---------------------------- | ----------------------- | ------------- |
| 1978       | Peter Feigl Eric Friedler    | Mike Fishbach Tom Okker | 6–3, 6–7, 6–3 |
| 1979- 1987 | Non disputato                | Non disputato           | Non disputato |
| 1998       | Radek Štěpánek Michal Tabara | Noam Okun Nir Welgreen  | 7–6, 6–3      |
| 1999       | Noam Behr Eyal Ran           | Amir Hadad Andrew Ilie  | 6–3, 6–2      |